# Асланян, Сергей Гарегинович
Асланян Сергей Гарегинович (род. 18 сентября 1973, Ереван, СССР) — российский предприниматель, топ-менеджер, инвестор. В 2013—2023 годах — совладелец телекоммуникационной компании «МаксимаТелеком». Основатель и контролирующий акционер группы компаний «Максима».

## Биография
Сергей Асланян родился в Ереване 18 сентября 1973 года. Высшее образование получил в Москве. Там он поступил на Факультет вычислительной математики и кибернетики Московского государственного университета имени М. В. Ломоносова. В 1996 году получил диплом по специальности «Прикладная математика» со специализацией математическое моделирование.
Карьеру начал в 1997 году старшим консультантом аудиторской компании Coopers & Lybrand, которая вскоре слилась с Price Waterhouse и получила имя PriceWaterHouseCoopers. В 2001 году он перешел в «ТНК-BP Менеджмент» на пост заместителя руководителя блока информационных технологий.
В декабре 2003 года был приглашён на должность вице-президента по информационным технологиям компании «Мобильные ТелеСистемы». В 2006 году был назначен вице-президентом по технике и информационным технологиям. Руководил переходом телекоммуникационного оператора на новую биллинговую систему, внедрением системы планирования ресурсов Oracle и системы автоматизации документооборота, отвечал за интеграцию в сеть приобретённых МТС компаний.
В октябре 2007 года был назначен президентом концерна «Ситроникс», как и «Мобильные ТелеСистемы» принадлежавшего инвестиционному холдингу АФК «Система». Представил новую стратегию развития концерна, направленную на сокращение неприбыльных направлений (в частности потребительской электроники), финансирование приоритетных для государства разработок (микроэлектроники) и оптимизацию производства.
С 2007 по 2012 год был миноритарным акционером «Ситроникса» с долей 0,687 % (до 2010 года — 0,25 %). В январе 2013 года Сергей Асланян покинул компанию.
В 2011 году бизнесмен защитил кандидатскую диссертацию по психологии на тему «Формирование управленческой команды многопрофильного предприятия».
Позднее Сергей Асланян решил вместе с партнёрами, в частности с Алеко Крихели, инвестировать в перспективные технологии для развития городской среды на территории РФ. В январе 2013 года вместе с группой частных инвесторов Асланян приобрёл у принадлежащего АФК «Система» системного интегратора «Энвижн Груп» компанию «МаксимаТелеком» и возглавил её совет директоров.
В июле 2013 года «МаксимаТелеком» приняла участие в аукционе Московского метрополитена на право создания и эксплуатации сети Wi-Fi в поездах метро и подписала контракт как единственный участник торгов. Инвестиции в проект составили более 2 миллиардов рублей, к 1 декабря 2014 года бесплатный Wi-Fi заработал на всех линиях метрополитена. Следующим этапом стал Санкт-Петербург: 6 декабря 2017 года бесплатный Wi-Fi появился в метро Петербурга. К 2018 году Wi-Fi от «МаксимаТелеком» заработал для пассажиров в наземном общественном транспорте Москвы, пригородных электричках, в аэропортах Внуково и Пулково.
В январе 2019 года стало известно, что компания Сергея Асланяна выиграла конкурс на оказание услуги единого оператора городского Wi-Fi в Москве. В 2020-м «МаксимаТелеком» и «Эр-Телеком» договорились о совместном развитии публичного WiFi в регионах.
В 2018 году Сергей Асланян от имени «МаксимаТелеком» подписал соглашение с «Газпром-медиа Холдинг» о создании совместного предприятия «Квант» в сфере рекламных технологий и мобильной рекламы. В 2021 году холдинг «Газпром-медиа» выкупил 49 % акций компании «Квант» у «МаксимаТелеком», став единоличным владельцем компании. Однако партнерство с «МаксимаТелеком» сохранилось, и компания продолжила предоставлять холдингу технологическую платформу для развития цифровых проектов.
В 2020 году Сергей Асланян инициировал размещение двух выпусков облигаций «МаксимаТелеком» на Московской бирже, в результате чего компания стала одним из наиболее перспективных эмитентов высокотехнологичного сектора и лидером по доле розничных инвесторов.
В 2020 году Сергей Асланян принял решение расширить сферы деятельности «МаксимаТелеком». В 2021 году компания подписала соглашение с администрацией Нижнего Новгорода о реализации проектов по управлению хозяйством в области контроля за вывозом и утилизацией снега, и заключила договор с профильным активом Трансмашхолдинга — технологическим провайдером Ctrl2GO о цифровизации работы сервисных железнодорожных предприятий; соглашение с VEB Ventures о сотрудничестве в сфере технологической модернизации системы общественного транспорта и развития инфраструктуры городских сервисов в российских регионах.
В 2021 году Холдинг «Газпром-Медиа» и АО «МаксимаТелеком» создали совместное предприятие «ГПМ Дата». Оно занялось разработкой и развитием продуктов на основе данных с использованием технологий ИИ. В этом же году Сергей Асланян масштабировал присутствие своей компании на рынке связи. По инициативе бизнесмена «МаксимаТелеком» заключила соглашение с «Газпром космические системы», чтобы реализовывать проекты в области инфраструктуры ИТ и телекоммуникаций, услуг беспроводной и спутниковой связи.
В 2023 году «Максимателеком» вышла из капитала «ГПМ-Дата», и холдинг «Газпром-Медиа» стал единственным владельцем компании. В марте этого года компания «Максимателеком» была продана АО «Макомнет». Сергей Асланян стал основателем Группы компаний «Максима».
В октябре 2023 Группа компаний «Максима» во главе с предпринимателем приобрела мажоритарную долю в крупном ИТ-интеграторе GMCS.

## Награды
Сергей Асланян — дважды лауреат премии «IT-лидер» 2004 и 2006 года в номинациях «Телекоммуникационные компании» и «Операторы мобильной связи» соответственно. Лауреат учреждённой Ассоциацией менеджеров России и издательским домом «Коммерсантъ» премии «Аристос» 2006 года в номинации «IT-директор».
В мае 2011 года отмечен в числе лучших IT-менеджеров России интернет-издания CNews. В том же году получил высший индекс персональной репутации среди топ-менеджеров телекоммуникационных компаний в рейтинге, составленном ТАСС-Телеком. В сентябре 2012 года газета «Коммерсантъ» поставила Асланяна на 10 место в списке лучших руководителей в области информационных технологий в рамках XIII ежегодного рейтинга ведущих менеджеров России.

## Семья
Женат, воспитывает троих детей.
Отец предпринимателя — Асланян Гарегин Самвелович, научный деятель в сфере энергетики.